# Ottetto (Stravinskij)

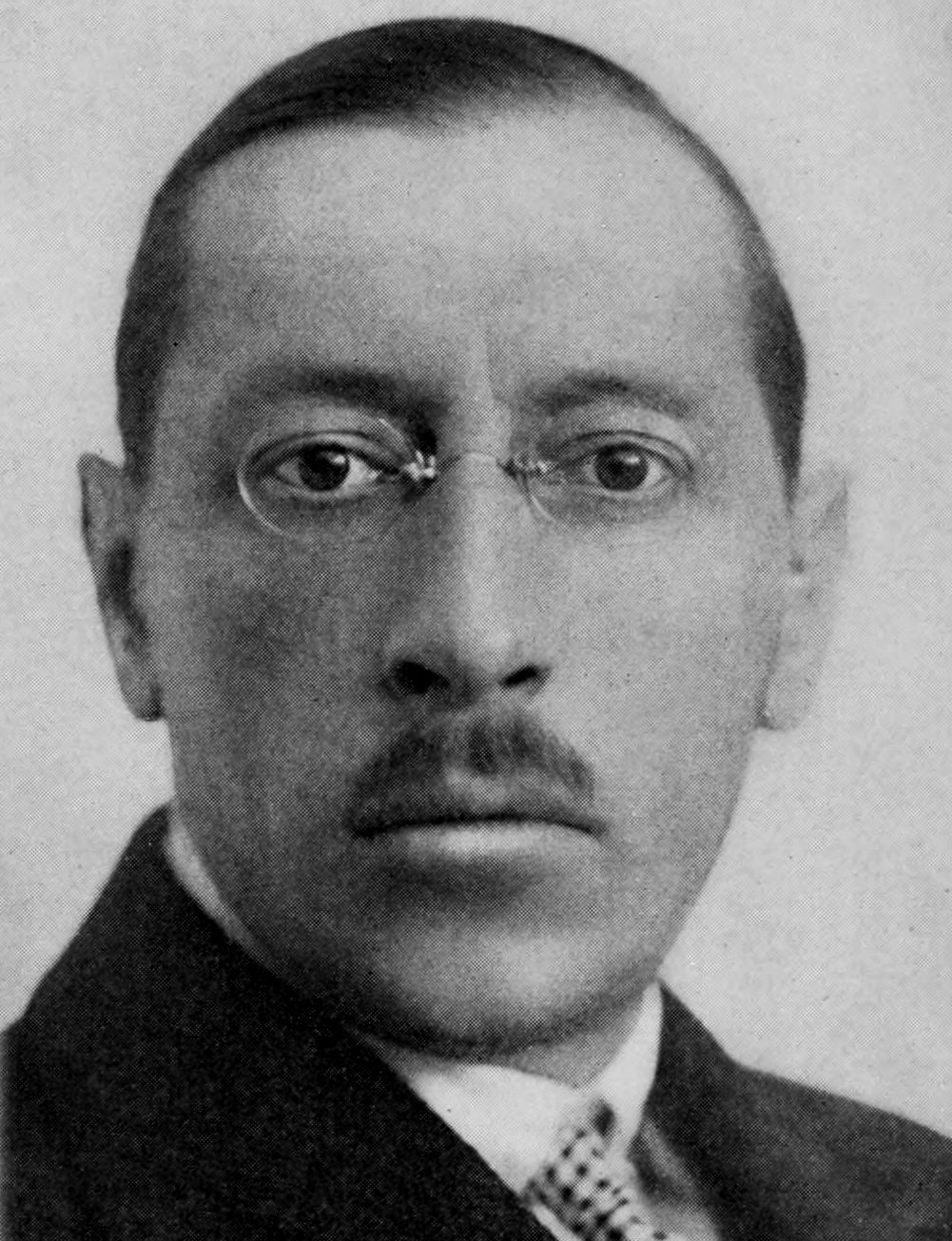
Stravinsky nel 1921

L'Ottetto per strumenti a fiato è una composizione da camera di Igor' Fëdorovič Stravinskij, scritta fra il 1922 e il 1923 ed è considerata una delle migliori realizzazioni del periodo neoclassico dell'autore.

## Storia
Quando nel 1922 a Biarritz Stravinskij iniziò a comporre questo lavoro non aveva ancora idea di quale sarebbe stata la strumentazione finale. Dopo aver terminato la prima parte egli sognò di trovarsi in mezzo ad un gruppo di suonatori che eseguivano un brano molto piacevole; i musicisti erano otto ed utilizzavano fagotti, trombe, tromboni, clarinetto e flauto. Suggestionato dall'esperienza, anche se non ricordò più la musica, Stravinskij si rimise subito al lavoro con entusiasmo per scrivere l'Ottetto. Dopo una breve interruzione per strumentare Les Noces, l'opera fu terminata a Parigi il 20 maggio del 1923. La prima esecuzione avvenne a Parigi al Palais Garnier, il 18 maggio del 1923 con la direzione dell'autore e riscosse un notevole successo; nella stessa serata fu eseguita anche la prima del Concerto per violino n. 1 di Prokof'ev.

## Analisi
Questo brano di musica da camera nell'insolita strumentazione per soli fiati è suddiviso in tre parti ed è un semplice gioco musicale, totalmente lontano da qualsiasi idea narrativa. La prima parte è indicata come Sinfonia nel senso usato in passato di Ouverture e propone nella parte centrale un Allegro moderato di grande limpidezza e serenità. Il secondo movimento, Tema con variazioni, è un brano molto articolato che presenta un Andantino seguito da cinque variazioni di notevole impegno per i solisti. Ritroviamo piacevoli citazioni rossiniane che, con la loro allegria, contrastano con una certa drammaticità presente nell'ultima variazione che si basa su una costruzione fugata. Un passaggio moderato del flauto porta al Finale in cui la lezione bachiana delle Invenzioni a due voci si propone nella scrittura in stile fugato; già ne l'Histoire du soldat Stravinskij aveva usato la tecnica contrappuntistica che qui viene ulteriormente sviluppata in maniera totalmente personale.